# Adão de Württemberg
Adão de Württemberg (Adão Carlos Guilherme Nicolau Paulo Eugénio de Württemberg; em alemão: Adam Karl Wilhelm Nikolaus Paul Eugen von Württemberg), (16 de janeiro de 1792 - 26 de julho de 1847) foi um duque de Württemberg e general nos exércitos da Rússia e da Polónia.

## Família
Adão foi o único filho do primeiro casamento do duque Luís de Württemberg com a princesa Maria Czartoryska. Os seus avós paternos eram Frederico II Eugénio, Duque de Württemberg e a marquesa Frederica de Brandemburgo-Schwedt. Os seus avós maternos eram o príncipe Adam Kazimierz Czartoryski e a condessa Isabel de Flemming.

## Vida
Adão nasceu em Puławy, na Polónia. Após o divórcio dos pais em 1793, foi criado pelo seu pai e, depois, como sobrinho da imperatriz Maria Feodorovna da Rússia, tornou-se num dos amigos mais chegados do seu primo, o czar Nicolau I, e juntou-se ao exército czarista da Rússia.
Ao longo do Levante de Novembro de 1830 na Polónia, Adão comandou as tropas de elite russas do general Cyprian Kreutz e foi derrotado a 19 de fevereiro de 1831 pelas forças polacas do general Józef Dwernicki após a Batalha de Olszynka Grochowska.
Adão tornou-se general-tenente e adjunto do czar Nicolau I da Rússia. Quando foi dispensado, regressou à Alemanha onde morreu em Langenschwalbach.